# YUKI "The Present" 2010.6.14,15 Bunkamura Orchard Hall
『YUKI“The Present” 2010.6.14,15 Bunkamura Orchard Hall』（ユキ “ザ プレゼント” 2010.6.14,15 ぶんかむらオーチャードホール）は、2010年12月1日にリリースされたYUKIのライブアルバム。

## 概要

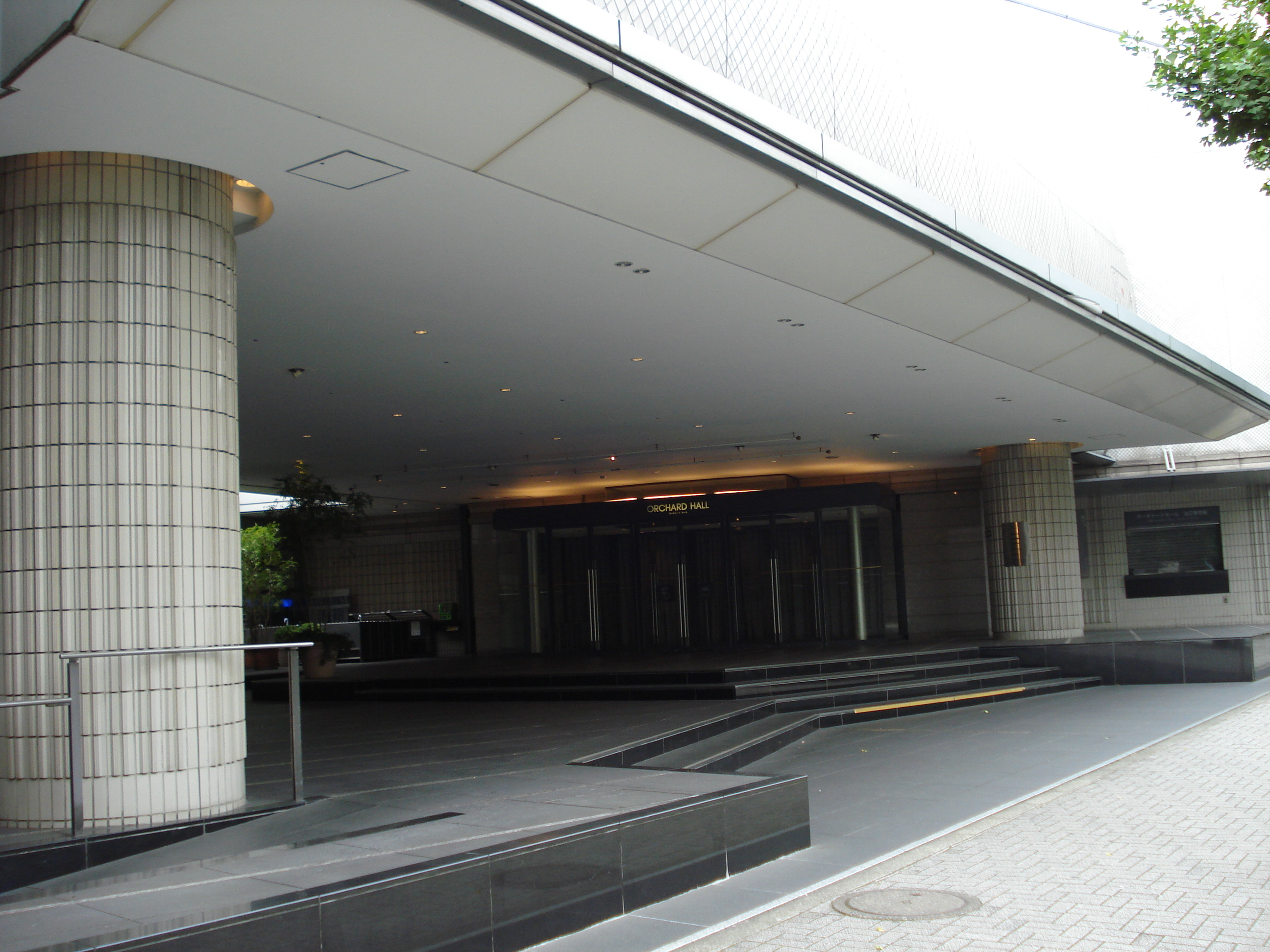
会場のBunkamuraオーチャードホール

- YUKIがソロになって初めてのライブ盤。同年6月14日・15日にBunkamuraオーチャードホールにて行われたライブの音源を収録している。
- 初回限定盤（2CD+DVD）と通常盤（2CD）の2種類で発売。ジャケットは異なる。初回限定盤にはDVD、豪華BOX、クリスマスカードセット、オリジナルステッカーが付いてくる。
- 初回限定盤のイラストはアリシア・ベイ＝ローレルが書き下ろしそのイラストを全面に刺繍したもの。

## 収録曲

### Disc 1
1. introduction
2. 夜が来る
3. Home Sweet Home
4. WAGON
5. ミス・イエスタデイ
6. 汽車に乗って
7. 歓びの種
8. うれしくって抱きあうよ
9. ハミングバード
10. プリズム

### Disc 2
1. チャイニーズガール
2. 66db
3. ティンカーベル
4. ランデヴー
5. ドラマチック
6. COSMIC BOX
7. 朝が来る
8. 恋愛模様

### 初回限定盤DVD
1. 夜が来る
2. チャイニーズガール
3. 恋愛模様